# Doprava v Maďarsku

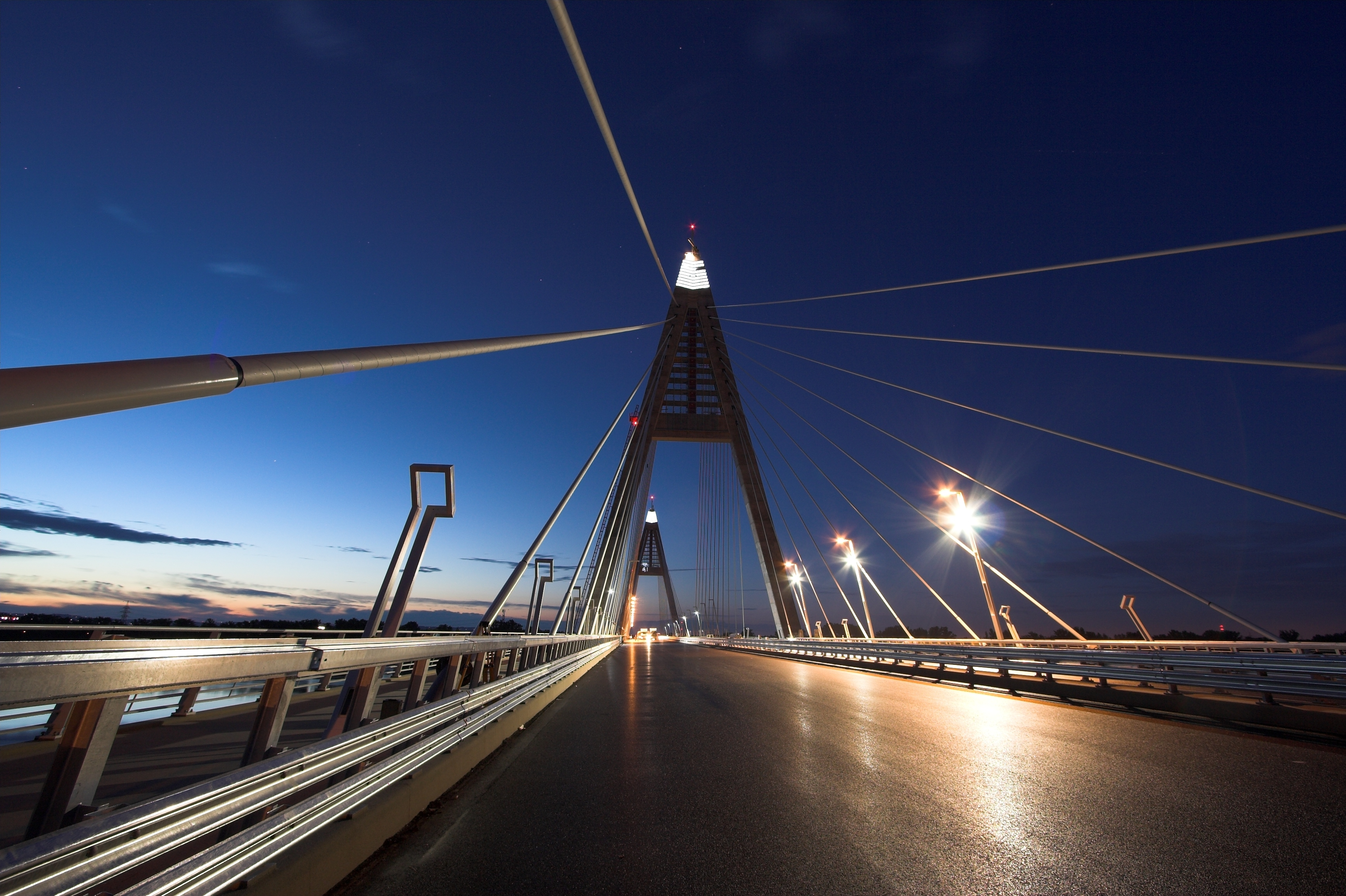
Most Megyeri híd na dálnici M0

Doprava v Maďarsku má velmi příznivé podmínky. Velký význam má výhodná centrální poloha v podunajské pánvi a podél dunajské říční osy. Nejdůležitější význam má však hlavní město Budapešť a jeho dopravní uzel, o jehož výhodnou polohu se opírá silniční i železniční síť celého Maďarska. 

## Silniční doprava
Silniční doprava, jako v ostatních postkomunistických zemích zažívá obrovský rozmach. Staví a plánují se nové dálnice a urychluje se provoz na silnici. Hlavní úseky tvoří pět dálnic, směřujících do Budapešti. Všech pět je propojeno budapešťským obchvatem M0, který je stále ve výstavbě. Jeho plánované dokončení je v roce 2015. Nejstarší z dálnic je M7 vedoucí z Budapešti, kolem Balatonu až k chorvatským hranicím. Výstavba této dálnice byla zahájena v roce 1964 a dokončena až v roce 2008. V Chorvatsku se napojuje na dálnici A4, vedoucí do Záhřebu. Dálnice M1 vede směrem Budapešť-Vídeň. U obce Levél je odbočka na M15 vedoucí do Bratislavy. Dále pak dálnice M5 z Budapešti k srbským hranicím přes Szeged a Kecskemét, dálnice M3, M30 a M35 do Debrecína a Miskolce a dálnice M6, která v budoucnu povede do Pécse. Dnes končí u města Dunaújváros.

### Dopravní předpisy
V Maďarsku se stejně jako ve všech zemí pevninské Evropy jezdí vpravo. Motorová vozidla mohou řídit osoby starší 18 let. 

#### Rychlostní limity

Značka dálnice

V Maďarsku platí tyto rychlostní limity:
|                     | Osobní vozy | Osobní vozy s přívěsem | Motocykly | Autobusy     | Auto táhnoucí jiné vozidlo |
| ------------------- | ----------- | ---------------------- | --------- | ------------ | -------------------------- |
| Obec:               | 50 km/h     | 50 km/h                | 50 km/h   | 50 km/h      | 40 km/h                    |
| Mimo obec:          | 90 km/h     | 70 km/h                | 90 km/h   | 70 km/h      | 40 km/h                    |
| Rychlostní silnice: | 110 km/h    | 70 km/h                | 110 km/h  | 70 km/h      | 40 km/h                    |
| Dálnice:            | 130 km/h    | 90 km/h                | 130 km/h  | 80 a 90 km/h | 40 km/h                    |

V blízkosti železničního přejezdu nesmí vozidlo překročit rychlost 30 km/h v obci a 40 km/h mimo obec. Přes přejezd se může přejet maximální rychlostí 5 km/h!

#### Alkohol v krvi
V zemi platí absolutní zákaz řízení motorových vozidel pod vlivem alkoholu. V případě, že policisté naměří do 0,8 ‰ alkoholu v krvi je řidiči udělena pokuta kolem 400 €. Je-li hodnota vyšší, je proti němu okamžitě zahájeno trestní stíhání!

### Autobusová doprava
Téměř každá obec a město je spojeno autobusovou dopravou. Na rozdíl od železniční sítě mají autobusy větší pokrytí a proto jí denně použije kolem 1,6 milionu cestujících. Největší autobusovou společností v Maďarsku je Volán.

## Železniční doprava
Železniční doprava v Maďarsku má téměř 180letou tradici. Vždyť první železnicí na území bývalého Uherska byla 11kilometrová koňská dráha spojující města Pešť a Kőbánya dobudovaná již v roce 1827.

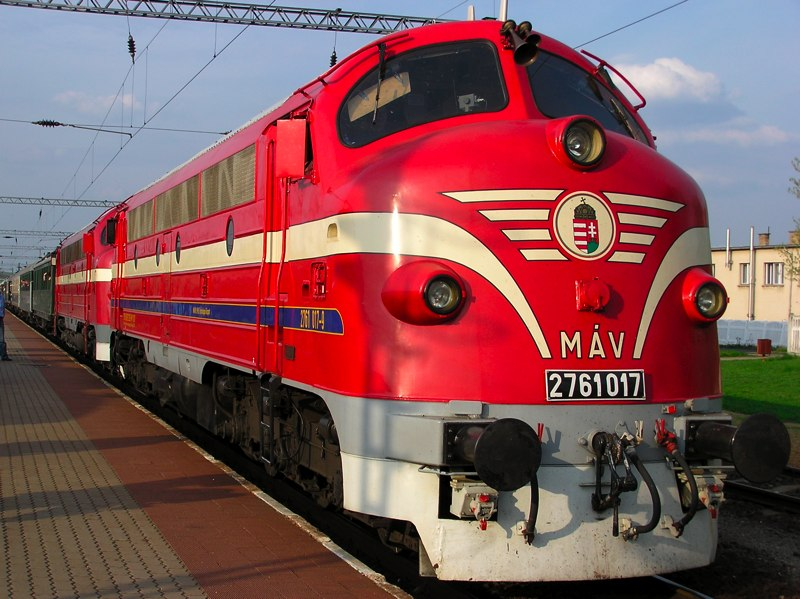
Lokomotiva MÁV řada M61

Dnes má Maďarsko, na rozdíl od sousedních zemí, velmi hustou železniční síť. Všechny hlavní tratě se paprskovitě rozbíhají z jediného centra - Budapešti k hranicím státu. Tyto hlavní tratě jsou většinou dvojkolejné a elektrizované střídavou napěťovou soustavou 25 kV, 50 Hz. Na některých (např. trať číslo 1 Budapešť - Győr - Mosonmagyaróvár - Hegyeshalom) je nejvyšší dovolená rychlost 160 km/h. Naproti tomu vedlejší tratě jsou poměrně zastaralé a jejich technický stav je špatný. To má za následek častá rychlostní omezení.
Hlavním osobním železničním dopravcem v Maďarsku je společnost MÁV-START patřící do holdingové skupiny Magyar Államvasutak. MÁV byly založeny již roce 1868 jako Magyar Királyi Államvasutak (Maďarské královské státní dráhy). V roce 1993 se MÁV transformovaly ze státní organizace na akciovou společnost vlastněnou státem. K nejpodstatnějším změnám došlo v letech 2006–2008, kdy se MÁV přetransformovaly na holdingovou skupinu MÁV. Nejprve došlo k odčlenění společnosti MÁV Cargo, která byla v roce 2007 privatizována a od roku 2010 používá název Rail Cargo Hungaria. Nakonec došlo k odčlenění společnosti MÁV-START, zabývající se osobní dopravou.
V současné době (2008) provozují celkem 7606 km železničních tratí, z toho 7394 km je normálněrozchodných (1435 mm), 36 km o rozchodu 1 520 mm a 176 km úzkorozchodných tratí. Dnes[kdy?] MÁV-START převezou více než 150 milionů cestujících a patří k moderním evropským železničním společnostem.[zdroj?]

## Lodní doprava
Lodní doprava využívá 1300 kilometrů splavných vod, z nichž se část používá i k pravidelné osobní dopravě. Velké říční přístavy jsou ve městech Budapešť, Győr, Komárom, Dunaújváros, Baja, Szolnok a Szeged. 

## Letecká doprava
Nejvýznamnějším letištěm je Mezinárodní letiště Ferihegy v Budapešti. Ve vnitrostraní přepravě byla letecká doprava zrušena pro malé vzdálenosti. Maďarským národním leteckým dopravcem byla před jejím zkrachováním společnost MALÉV. Dnes tvoří nejvýznamnějšího leteckého dopravce v Maďarsku společnost Wizz Air.

## Městská doprava

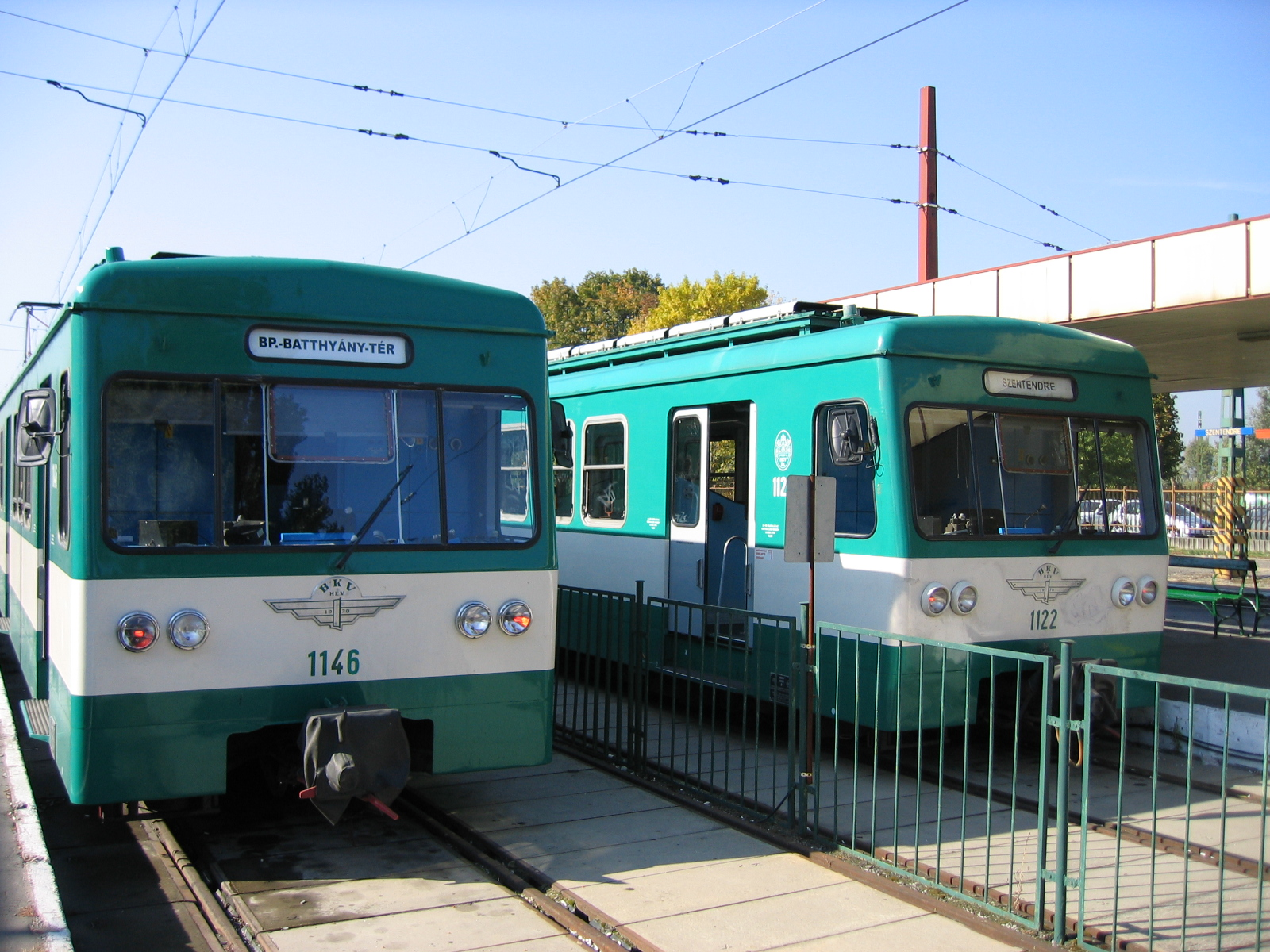
Vlaky Helyiérdekű Vasút

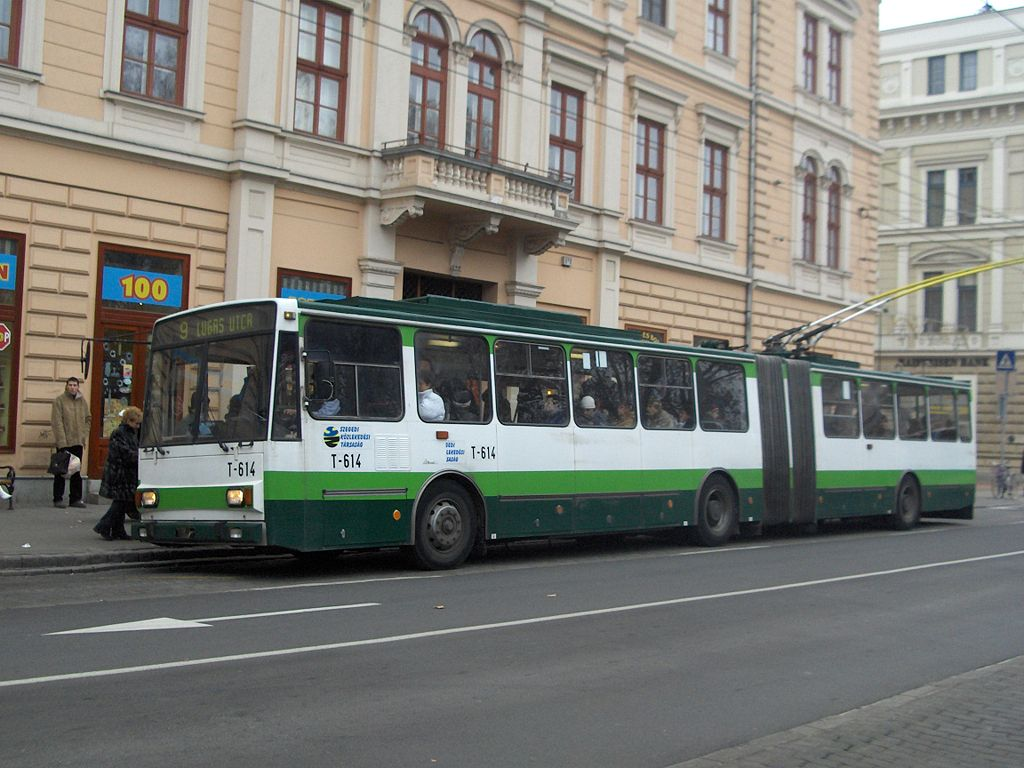
Trolejbus Škoda 15Tr v Szegedu

### Budapešť
- Metro - Metro v Budapešti
- Tramvaje - Tramvajová doprava v Budapešti
- Trolejbusy - Trolejbusová doprava v Budapešti
- Příměstská železnice - Helyiérdekű Vasút

### Debrecín
- Tramvaje - Tramvajová doprava v Debrecínu
- Trolejbusy - Trolejbusová doprava v Debrecínu

### Miskolc
- Tramvaje - Tramvajová doprava v Miskolci

### Szeged
- Tramvaje - Tramvajová doprava v Szegedu
- Trolejbusy - Trolejbusová doprava v Szegedu